# Jekaterina Lisina
Jekaterina Viktorovna Lisina (Russisch: Екатерина Викторовна Лисина) (Penza, 15 oktober 1987) is een Russisch voormalig basketbalspeelster die uitkwam voor het nationale team van Rusland. Met haar twee meter vijf was ze de langste speelster van het nationale team.

## Carrière
Toen Lisina twaalf jaar oud was, verhuisde ze met haar ouders naar Slowakije. Haar eerste profclub was Mizo Pécs uit Hongarije. Daarna speelde Lisina voor Spartak Oblast Moskou Vidnoje en CSKA Moskou. In 2009 ging Lisina spelen voor BC Košice uit Slowakije, maar stapte begin 2010 over naar Sparta&K Oblast Moskou Vidnoje. Met die club won Lisina haar tweede EuroLeague Women titel. In 2011 ging Lisina spelen voor Dinamo Koersk. Met die club won Lisina de EuroCup Women in 2012 maar verloor deze in 2014. In 2014 stopte ze met basketballen.
Lisina kreeg de onderscheiding Meester in de sport van Rusland en de Medaille voor het dienen van het Moederland.

## Erelijst
- Landskampioen Rusland: 2
  - Winnaar: 2007
  - Runner-up: 2008, 2010
- Bekerwinnaar Rusland: 1
  - Winnaar: 2008
- EuroLeague Women: 2
  - Winnaar: 2007, 2010
- EuroCup Women: 1
  - Winnaar: 2012
  - Runner-up:2014
- Olympische Spelen:
  - Brons: 2008
- Wereldkampioenschap:
  - Zilver: 2006
- Europees Kampioenschap: 1
  - Goud: 2007
  - Zilver: 2009